# Anamniota
Los anamniotas (Anamniota) son el grupo de vertebrados que se caracterizan que su embrión se desarrolla sin la presencia de amnios, este grupo incluye los grupos Pisces y Amphibia. Aunque la ausencia de amnios se considera la condición ancestral en los vertebrados, de manera que el término no tiene ningún significado taxonómico ni filogenético además que el grupo sería parafilético debido a excluir a los amniotas (Sauropsida y Synapsida).